# Anthony Casso
 (avril 2021).
Si vous disposez d'ouvrages ou d'articles de référence ou si vous connaissez des sites web de qualité traitant du thème abordé ici, merci de compléter l'article en donnant les références utiles à sa vérifiabilité et en les liant à la section « Notes et références ».
Anthony Salvatore Casso (né le 21 mai 1942 et mort le 15 décembre 2020), surnommé Gaspipe, est un gangster américain et ancien sous-patron de la famille du crime Lucchese.

## Biographie
Au cours de sa carrière dans le crime organisé, Casso a été considéré comme un « homicide maniaque » dans la mafia italo-américaine. Il est soupçonné d'avoir commis des dizaines de meurtres et a avoué être impliqué dans 11 à 36 meurtres. L'ancien capitaine de Lucchese et témoin du gouvernement Anthony Accetturo a dit une fois de Casso, « tout ce qu'il voulait faire est tuer, tuer, obtenir ce que vous pouvez, même si vous ne l'avez pas gagné ». Lors d'entretiens et à la barre des témoins, Casso a avoué son implication dans les meurtres de Frank DeCicco, Roy DeMeo et Vladimir Reznikov. Casso a également admis plusieurs tentatives d'assassiner le patron de la famille Gambino, John Gotti.
Après son arrestation en 1993, Casso est devenu l'un des membres les plus hauts gradés de la mafia à devenir informateur. Après avoir accepté un accord de plaidoyer, il a été placé dans le programme de protection des témoins ; cependant, en 1998, il a été annulé et Casso a été exclu du programme après plusieurs infractions. Plus tard cette année-là, un juge fédéral l'a condamné à 455 ans de prison pour racket, extorsion et meurtre.
Casso est mort en prison le 15 décembre 2020 des suites de complications liées à la Covid-19.